# Silke Hellwig
Silke Hellwig (* 1963) ist eine deutsche Journalistin und eine von zwei Chefredakteuren des Weser Kuriers.

## Biografie
Hellwig stammt aus Hessen. Sie absolvierte ein Volontariat bei der Hessischen/Niedersächsischen Allgemeinen in Kassel. Sie arbeitete für den Weser-Kurier, für Die Zeit und die Frankfurter Allgemeine Zeitung. Lange Jahre war sie bei Radio Bremen in unterschiedlichen Positionen tätig: 2002 fing sie beim Regionalmagazin buten un binnen an und hatte die Bremer Landespolitik als Schwerpunkt-Arbeitsfeld. Dann folgte die Anstellung als Chefin vom Dienst im Bereich Fernsehen Aktuell. Nachdem es in der Redaktion zu Spannungen zwischen Hellwig und ihren Redakteuren gekommen war, wurde ein Mediationsverfahren eingeleitet. Hellwig verließ später die Redaktion.
2010 wechselte sie in die Programmdirektion. Dort betreute sie als Redakteurin unter anderem das Projekt Radio Bremen in der Schule.
Hellwig wurde im September 2011 Chefredakteurin der Tageszeitungen der Bremer Tageszeitungen AG (BTAG): Weser Kurier, Bremer Nachrichten und Verdener Nachrichten. Sie löste hierbei Lars Haider ab und wurde so die damals einzige Frau im norddeutschen Raum, die eine große Zeitung leitete. Aus Medienkreisen wurde ihre Berufung auch vor dem Hintergrund der gewünschten crossmedialen Ausrichtung der Zeitungen des Verlages gesehen. Zum Jahreswechsel 2013/14 berief wegen ihres umstrittenen Führungsstils der Vorstand Peter Bauer als weiteren  Chefredakteur; er übernahm die presserechtliche Verantwortung und betreute das Tagesgeschäft. Hellwig widmete sich „vor allem den publizistischen Aufgaben“, wie die BTAG mitteilte. Im Januar 2015 wurde Moritz Döbler Nachfolger von Peter Bauer. Mit dem Weggang von Döbler im September 2019 zur Rheinischen Post ist Hellwig wieder alleinige Chefredakteurin des Weser-Kuriers.